# Tiếng Việt
Tiếng Việt hay tiếng Kinh là một ngôn ngữ thuộc ngữ hệ Nam Á, được công nhận là ngôn ngữ chính thức tại Việt Nam. Đây là tiếng mẹ đẻ của khoảng 85% dân cư Việt Nam và một bộ phận đáng kể 5 triệu Việt kiều ở ngoại quốc, đồng thời là ngôn ngữ thứ hai của các dân tộc thiểu số tại Việt Nam. Trên thế giới, tiếng Việt được công nhận là một trong những ngôn ngữ chính thức của Thành phố San Francisco tại Hoa Kỳ, và là ngôn ngữ chính thức của một dân tộc thiểu số được công nhận tại Séc và Slovakia.
Dựa trên vốn từ vựng cơ bản, tiếng Việt đã được giới ngôn ngữ học phân loại là một ngôn ngữ Nam Á, có quan hệ di truyền với những ngôn ngữ như Mường, Khmer, Môn, v.v. Đây cũng là ngôn ngữ Nam Á được sử dụng bởi nhiều người nhất (hơn hẳn tổng số người nói tất cả các ngôn ngữ khác cùng trong ngữ hệ cộng lại). Xuyên suốt quá trình lịch sử, tiếng Việt đã tiếp nhận nhiều ảnh hưởng từ các thứ tiếng thuộc ngữ hệ ngoại lai như Hán, Tai-Kadai, v.v. qua đó phát sinh nhiều đặc điểm khác thường so với các ngôn ngữ chị em, chẳng hạn như thanh điệu hoặc hình vị đơn âm tiết.

## Lịch sử
Theo A. G. Haudricourt giải thích từ năm 1954, nhóm ngôn ngữ Việt-Mường ở thời kỳ khoảng đầu Công nguyên là những ngôn ngữ hay phương ngữ không thanh điệu. Về sau, qua quá trình giao thoa với Hoa ngữ và nhất là với các ngữ thuộc ngữ hệ Tai-Kadai vốn có hệ thống thanh điệu phát triển cao hơn, hệ thống thanh điệu trong tiếng Việt xuất hiện và có diện mạo như ngày nay, theo quy luật hình thành thanh điệu. Sự xuất hiện các thanh điệu, bắt đầu khoảng thế kỷ thứ VI (thời kỳ Bắc thuộc trong lịch sử Việt Nam) với 3 thanh điệu và phát triển thêm vào khoảng thế kỷ XII (nhà Lý) với 6 thanh điệu. Sau đó một số phụ âm đầu biến đổi cho tới ngày nay. Trong quá trình biến đổi, các phụ âm cuối rụng đi làm thay đổi các kết thúc âm tiết và phụ âm đầu chuyển từ lẫn lộn vô thanh với hữu thanh sang tách biệt.
Ví dụ của A.G. Haudricourt.
| Đầu Công nguyên (vô thanh điệu) | Thế kỷ VI (3 thanh) | Thế kỷ XII (6 thanh) | Ngày nay |
| ------------------------------- | ------------------- | -------------------- | -------- |
| pa                              | pa                  | pa                   | ba       |
| sla, hla                        | hla                 | la                   | la       |
| ba                              | ba                  | pà                   | bà       |
| la                              | la                  | là                   | là       |
| pas, pah                        | pà                  | pả                   | bả       |
| slas, hlah                      | hlà                 | lả                   | lả       |
| bas, bah                        | bà                  | pã                   | bã       |
| las, lah                        | là                  | lã                   | lã       |
| pax, paʔ                        | pá                  | pá                   | bá       |
| slax, hlaʔ                      | hlá                 | lá                   | lá       |
| bax, baʔ                        | bá                  | pạ                   | bạ       |
| lax, laʔ                        | lá                  | lạ                   | lạ       |

### Trước thời Pháp thuộc
Tiếng Việt là ngôn ngữ dùng trong sinh hoạt giao tiếp của dân thường từ khi lập nước. Giai đoạn từ đầu Công nguyên, tiếng Việt có những âm không có trong tiếng Trung. Từ khi tiếng Trung có ảnh hưởng tới Việt Nam thông qua các con đường và bao gồm các giai đoạn khác nhau, tiếng Việt bắt đầu có những âm vay mượn từ tiếng Trung. Các tác giả Mai Ngọc Chừ, Vũ Đức Nghiệu và Hoàng Trọng Phiến trong cuốn sách Cơ sở ngôn ngữ học và tiếng Việt chia quá trình tiếp xúc Hán – Việt thành 2 giai đoạn chính: 
- Giai đoạn từ đầu Công nguyên đến đầu thời nhà Đường (đầu thế kỷ VIII), từ vựng tiếng Hán ảnh hưởng tới tiếng Việt trong giai đoạn này gọi là từ Hán cổ;
- Giai đoạn từ thời nhà Đường (thế kỷ VIII – thế kỷ X) trở về sau, từ vựng tiếng Hán ảnh hưởng tới tiếng Việt trong giai đoạn này gọi là từ Hán Việt.

Từ Hán cổ và từ Hán Việt gọi chung là từ gốc Hán.
1 số từ ngữ Hán cổ có thể kể đến như "đầu", "gan", "ghế", "ông", "bà", "cô", "chè", "ngà", "chén", "chém", "chìm", "buồng", "buồn", "buồm", "mùi", "mùa"... Từ Hán cổ là những từ gốc Hán du nhập vào tiếng Việt từ lâu hơn, đã đồng hoá mạnh hơn, nên những từ này hiện nay là từ thông thường trong hoạt động xã hội đối với người Việt.
Hệ thống từ Hán Việt trong tiếng Việt bằng cách đọc các chữ Hán theo ngữ âm hiện có của tiếng Việt (tương tự như người Nhật Bản áp dụng kanji đối với chữ Hán và katakana với các tiếng nước ngoài khác). Hiện nay có 1945 chữ Hán thông dụng trong tiếng Nhật, cũng có khoảng 2000 từ Hán–Hàn thông dụng. Số lượng từ vựng tiếng Việt có thêm hàng loạt các yếu tố Hán–Việt. Như là "chủ", "ở", "tâm", "minh", "đức", "thiên", "tự do",... giữ nguyên nghĩa chỉ khác cách đọc; hay thay đổi vị trí như "nhiệt náo" thành "náo nhiệt", "thích phóng" thành "phóng thích", "đảm bảo" thành "bảo đảm"...; hoặc rút gọn như "thừa trần" thành "trần" (trong trần nhà), "lạc hoa sinh" thành "lạc" (trong củ lạc, còn gọi là đậu phộng)...; hoặc đọc chệch đi như sáp nhập (chữ Hán: 插入) thành sát nhập, thống kế (統計) thành thống kê, để kháng (抵抗) thành đề kháng, chúng cư (眾居) thành chung cư, bảo cô (保辜) thành báo cô, vãng cảnh (往景) thành vãn cảnh (晚景), khuyến mãi (勸買) thành khuyến mại (勸賣), vân vân; hay đổi khác nghĩa hoàn toàn như "phương phi" trong tiếng Hán có nghĩa là "hoa cỏ thơm tho" thì trong tiếng Việt lại là "béo tốt", "bồi hồi" trong tiếng Hán nghĩa là "đi đi lại lại" sang tiếng Việt thành "bồn chồn, xúc động"... Mặt khác, người Trung Quốc gọi là Thái Sơn, Hoàng Hà, cổ thụ... thì người Việt lại đọc là núi Thái Sơn, sông Hoàng Hà, cây cổ thụ (mặc dù sơn = núi, hà = sông, thụ = cây)... Do tính quy ước của ngôn ngữ mà phần nào đó các cách đọc sai khác với tiếng Hán vẫn có ai đó chấp nhận và sử dụng trong khi các nhà nghiên cứu ngôn ngữ tiếng Việt hiện nay cũng như các cơ quan, các cấp quản lý, tổ chức xã hội – nghề nghiệp lẫn các nhà khoa học Việt Nam có thể chưa tìm được tiếng nói chung trong việc chuẩn hoá cách sử dụng tên riêng và từ vựng mượn từ tiếng nước ngoài. Bên cạnh đó, có những từ có thể đã dùng sai như "quan ngại" dùng và hiểu như "lo ngại", "vấn nạn" hiểu là "vấn đề nan giải", "vô hình trung" thì viết thành "Vô hình trung" hay "vô hình dung", "việt dã" là "chạy dài"; "trứ tác" dùng như "sáng tác", "phong thanh" dùng như "phong phanh", "bàng quan" dùng như "bàng quang", "đào ngũ" dùng là "đảo ngũ", "tham quan" thành "thăm quan", "xán lạn" thành "sáng lạng"...
Theo ước lượng của các nhà nghiên cứu, từ Hán Việt chiếm khoảng trên dưới 70% vốn từ trong phong cách chính luận, khoa học (Maspéro thì cho rằng, chúng chiếm hơn 60% lượng từ tiếng Việt). Tác giả Lê Nguyễn Lưu trong cuốn sách Từ chữ Hán đến chữ Nôm thì cho rằng về lĩnh vực chuyên môn và khoa học tỉ lệ này có thể lên đến 80% nhưng khi nhận xét về văn ngữ trong một cuốn tiểu thuyết thì chỉ còn 12,8%, kịch nói rút xuống còn 8,9% và ngôn ngữ nói chuyện hằng ngày còn thấp hơn nữa.
Các từ và từ tố Hán Việt tạo ra các từ ngữ mới cho tiếng Việt như sĩ diện, phi công, bao gồm, sống động, sinh đẻ, vân vân. Trong khi tiếng Việt gọi là phát thanh (發聲) thì tiếng Hán lại gọi là 廣播 quảng bá; tiếng Việt gọi là truyền hình (傳形) thì tiếng Hán gọi là 電視 điện thị; tiếng Việt gọi là thành phố (城鋪), thị xã (市社) thì tiếng Hán gọi là 市 thị. Tiếng Việt đã lợi dụng được những thành tựu ngôn ngữ trong tiếng Hán để tự cải tiến mình.
Kể từ đầu thế kỷ thứ XI, Nho học phát triển, việc học cổ văn gia tăng, tầng lớp trí thức mở rộng tạo tiền đề cho một nền văn chương của người Việt bằng cổ văn phát triển với các áng văn thư ví dụ như Nam quốc sơn hà bên sông Như Nguyệt (sông Cầu).

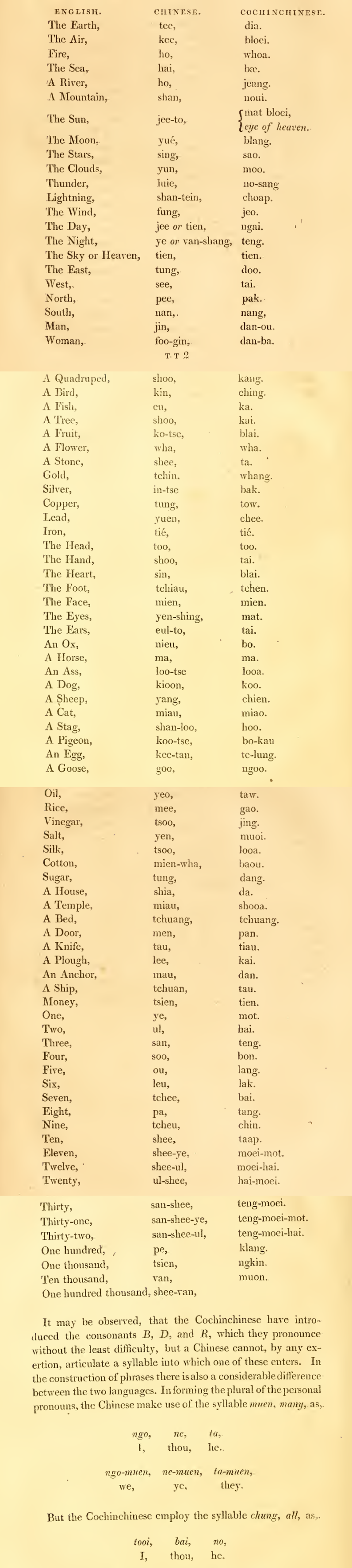
Tiếng Việt Nam theo John Barrow trong sách "A Voyage to Cochin China, in the years 1792, and 1793: containing a general view of the productions..."

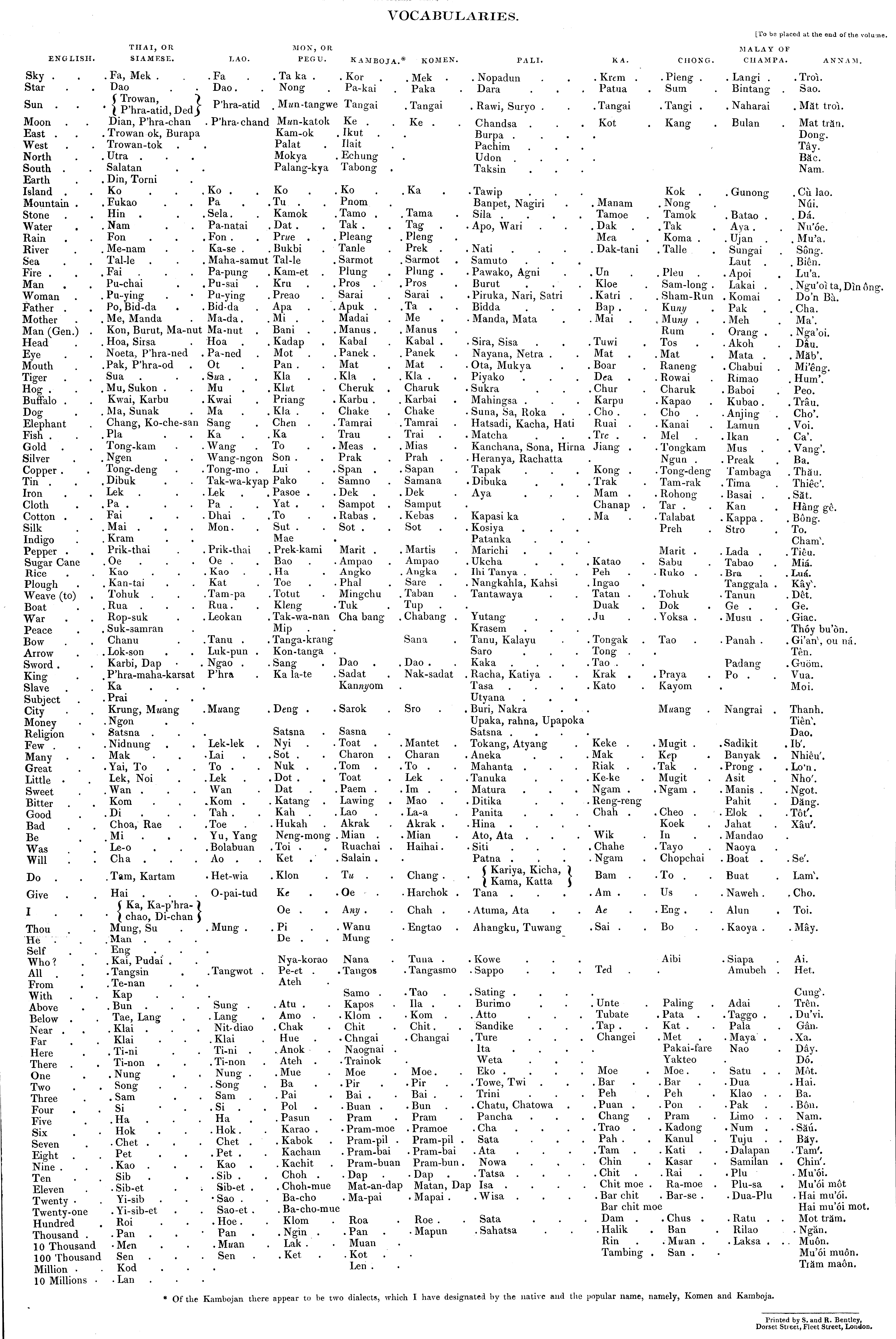
Từ vựng tiếng Thái, tiếng Việt, tiếng Khmer, tiếng Chăm, tiếng Lào, tiếng Môn, tiếng Pali,... trong sách của John Crawfurd xuất bản năm 1828.

Cùng thời gian này, ai đó xây riêng 1 hệ thống chữ viết cho người Việt theo nguyên tắc ghi âm tiết phát triển, đó là chữ Nôm. Để tiện cho việc học chữ Hán và chữ Nôm của người Việt, Ngô Thì Nhậm (1746–1803) đã biên soạn cuốn sách Tam thiên tự giải âm (còn gọi là Tam thiên tự, Tự học toản yếu). Tam thiên tự giải âm chỉ lược dạy 3000 chữ Hán, Nôm thông thường, đáp ứng nhu cầu cần thiết, nhớ chữ, nhớ nghĩa từng chữ, mỗi câu 4 chữ. Hiệp vần cũng có điểm đặc biệt, tức là vần lưng (yêu vận, vần giữa câu). Tiếng thứ 4 câu đầu hiệp với tiếng thứ hai câu dưới rồi cứ thế mãi đến 3000 chữ, 750 câu. Ví dụ: Thiên – trời, địa – đất, cử – cất, tồn – còn, tử – con, tôn – cháu, lục – sáu, tam – ba, gia – nhà, quốc – nước, tiền – trước, hậu – sau, ngưu – trâu, mã – ngựa, cự – cựa, nha – răng, vô – chăng, hữu – có, khuyển – chó, dương – dê,... Trần Văn Giáp đánh giá đây tuy chỉ là quyển sách dạy học vỡ lòng về chữ Hán như đã nêu ở trên nhưng thực ra cũng có thể coi nó chính là sách Từ điển Hán Việt thông thường và phổ biến ở cuối thế kỷ XVIII, cùng thời với các sách Chỉ nam ngọc âm, Chỉ nam bị loại và xuất hiện trước các sách Nhật dụng thường đàm, Thiên tự văn và Đại Nam quốc ngữ.

### Thời Pháp thuộc
Từ khi Pháp xâm lược Việt Nam vào nửa cuối thế kỷ thứ XIX, tiếng Pháp dần thay thế vị trí của cổ văn, trở thành ngôn ngữ chính thức trong giáo dục, hành chính và ngoại giao. Chữ Quốc ngữ (chữ Latinh tiếng Việt), do một số nhà truyền giáo châu Âu tạo ra, đặc biệt là hai tu sĩ người Bồ Đào Nha Gaspar do Amaral và Antonio Barbosa, với mục đích ban đầu là dùng ký tự Latinh ghi lại tiếng Việt, được chính quyền Pháp thuộc bảo hộ sử dụng nhằm thay thế chữ Hán với chữ Nôm để đồng văn tự với tiếng Pháp, dần dần sử dụng phổ biến trong xã hội cùng tiếng Pháp.
Gia Định báo là tờ báo đầu tiên mà phát hành bằng chữ Quốc ngữ tại Nam Kỳ vào năm 1865, đặt nền móng cho sự phát triển và xu hướng của chữ Quốc ngữ như là chữ viết chính của tiếng Việt sau này.
Mặt khác, những khái niệm chính trị xã hội, kỹ thuật mới dẫn đến việc nhập các thuật ngữ, từ ngữ mới. Có 2 xu hướng về cách thức nhập thuật ngữ là:
1. Nhập từ phiên âm của ngôn ngữ phương Tây, chủ yếu là từ tiếng Pháp và có thể sử dụng bởi tầng lớp thị dân có thể vốn không thạo chữ Hán [9] như ghi đông, phanh, lốp, găng, pê đan, phuốc tăng (nay gọi là phuộc),...
2. Nhập qua âm Hán Việt của chữ Hán từ tiếng Trung và tiếng Nhật (từ Hán-Việt gốc Nhật) như chính đảng, kinh tế, giai cấp, bán kính, câu lạc bộ,... Trong giới văn hoa thì các tên riêng phương tây mà dùng là từ Hán Việt như Á Căn Đình (Argentina), Nã Phá Luân (Napoleon),... hay Tòa Bạch Ốc (Nhà Trắng),...

### Sau năm 1945
Tiếng Việt thay thế hoàn toàn tiếng Pháp và văn ngôn, trở thành ngôn ngữ làm việc cấp quốc gia duy nhất của Việt Nam Dân chủ Cộng hoà.
Trong thời kỳ chiến tranh Việt Nam, sự phát triển tiếng Việt trong chính thể Việt Nam Dân chủ Cộng hòa ở miền Bắc và Việt Nam Cộng hòa ở miền Nam diễn ra có khác nhau, chủ yếu ở sử dụng từ Hán-Việt và phiên âm tên trong tiếng nước ngoài.
Tại miền Bắc (Việt Nam Dân chủ Cộng hòa) có xu hướng chuyển sang sử dụng từ thuần Việt thay thế từ Hán Việt cùng nghĩa còn ở miền Nam (Việt Nam Cộng hòa) thì vẫn giữ nguyên việc sử dụng từ Hán Việt như thời trước 1945. Ví dụ như miền Nam vẫn giữ tên "Ngân hàng Quốc gia" trong khi miền Bắc đổi thành "Ngân hàng Nhà nước" (1960), miền Nam gọi là "phi trường" thì miền Bắc gọi là "sân bay", miền Nam gọi là "Ngũ Giác Đài" thì miền Bắc gọi là "Lầu Năm Góc", miền Nam gọi là "Đệ nhứt thế chiến" thì miền Bắc gọi là "Chiến tranh thế giới thứ nhất", miền Nam gọi là "hỏa tiễn" thì miền Bắc gọi là "tên lửa", miền Nam gọi là "thủy quân lục chiến" còn miền Bắc đổi thành "lính thủy đánh bộ",... Ngược lại ở miền Bắc lại dùng một số danh từ bắt nguồn từ tiếng Hán như "tham quan", "sự cố", "nhất trí", "đăng ký", "đột xuất", "vô tư",... thì miền Nam lại dùng những chữ "thăm viếng", "trở ngại/trục trặc", "đồng lòng", "ghi tên", "bất ngờ", "thoải mái",...
Việc phiên dịch địa danh tiếng nước ngoài thì ở miền Nam vẫn theo cách trước 1945 là dùng tên theo từ Hán Việt, như Băng Đảo (Iceland), Úc Đại Lợi (Australia), Hung Gia Lợi (Hungary), Ba Tây (Brazil),... Tại miền Bắc thì chuyển sang dùng tên gọi bắt nguồn từ ngôn ngữ không phải tiếng Hán (thí dụ: Ai-xơ-len, Ô-xtrây-li-a, Hung-ga-ri...), trừ ra một số tên Hán Việt phổ biến như "Pháp", "Đức", "Anh", "Nga"... Cá biệt (có thể là duy nhất) 1 tên tiếng Trung là Zhuang (người Tráng) "phiên âm trực tiếp" thành Choang trong tên gọi chính thức "Khu tự trị dân tộc Choang Quảng Tây".
Sau khi Việt Nam thống nhất vào năm 1975, quan hệ Bắc-Nam đã kết nối lại. Gần đây, sự phổ biến hơn của các phương tiện truyền thanh và truyền hình trên toàn quốc góp phần chuẩn hóa tiếng Việt về chính tả và âm điệu. Từ Hán Việt và từ thuần Việt được người Việt sử dụng song song tùy thuộc ngữ cảnh hay văn phong. Sự di cư để học tập và làm việc giữa các vùng miền giúp mọi người ở Việt Nam được tiếp xúc và hiểu nhiều hơn với các phương ngữ tiếng Việt.

## Phân bố

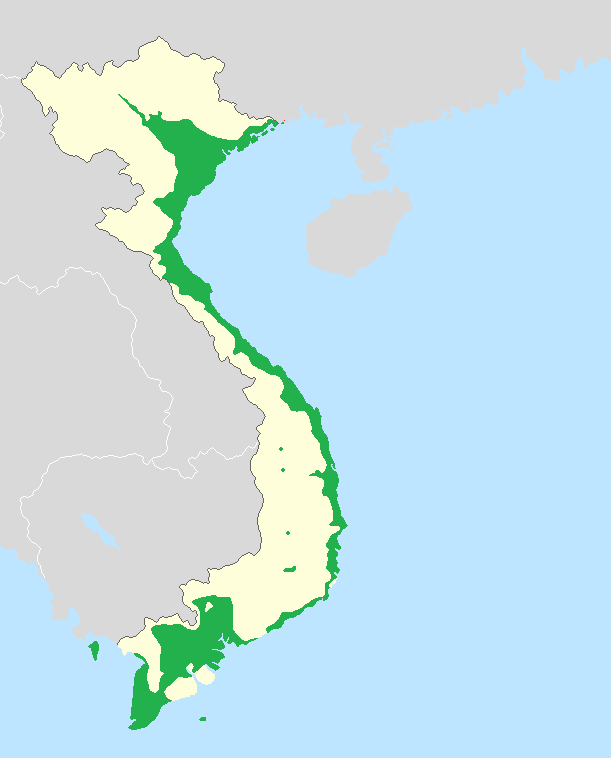
Phân bố độ phổ biến của tiếng Việt trên lãnh thổ Việt Nam. Trong đó các khu vực màu vàng nhạt là các khu vực sử dụng tiếng dân tộc bản địa trong đời sống là nhiều hơn so với tiếng Việt.

Theo Ethnologue, tiếng Việt có tại Anh, Ba Lan, Campuchia, Côte d'Ivoire, Đức, Hà Lan, Lào, Na Uy, Nouvelle-Calédonie, Phần Lan, Pháp, Philippines, Cộng hòa Séc, Sénégal, Thái Lan, Vanuatu, Đài Loan, Nga... Riêng Trung Quốc có người Kinh bản địa ở Đông Hưng, tiếng Việt của họ có pha trộn âm giọng của các ngôn ngữ Hán (Quan thoại, tiếng Quảng Đông,...).
Tiếng Việt là ngôn ngữ dân tộc thiểu số tại Cộng hòa Séc vì người Việt được công nhận là "dân tộc thiểu số" tại Séc.

## Phương ngữ
Tiếng Việt có sự thay đổi trong giọng nói từ Bắc vào Nam, không đột ngột mà tiệm tiến dần theo từng vùng liền nhau. Trong đó, giọng Bắc (Nam Định – Thái Bình), giọng Trung Huế và giọng Nam Sài Gòn là 3 phân loại chính. Những tiếng địa phương này khác nhau ở giọng điệu và từ địa phương. Thanh ngã và thanh hỏi ở miền Bắc rõ hơn ở miền Nam và Trung. Miền Bắc phát âm một số phụ âm (tr, ch, n, l...) khác với miền Nam và miền Trung. Giọng Huế có nhiều từ vựng địa phương hơn những giọng khác. Từ điển Việt-Bồ-La (1651) của Alexandre de Rhodes lấy tiếng miền Bắc làm nền tảng, Dictionarium Anamitico Latinum (1772-1773) của Pierre Pigneaux de Béhaine lấy tiếng miền Nam làm nền tảng. Theo trang thông tin của Đại sứ quán Việt Nam tại Trung Quốc và học giả Laurence Thompson thì cách đọc tiêu chuẩn hiện nay dựa vào giọng Hà Nội. Tuy nhiên, chưa có quy định nào nói rằng giọng Hà Nội là chuẩn quốc gia.

## Ngữ âm

### Nguyên âm
Dưới đây là bảng các nguyên âm theo giọng Hà Nội.
|               | Trước      | Giữa         | Sau        |
| ------------- | ---------- | ------------ | ---------- |
| Đôi, giữa     | ia/iê [iə̯] | ưa/ươ [ɨə̯]   | ua/uô [uə̯] |
| Đóng          | i/y [i]    | ư [ɨ]        | u [u]      |
| Nửa đóng/ Vừa | ê [e]      | ơ [əː] â [ə] | ô [o]      |
| Nửa mở/ Mở    | e [ɛ]      | a [aː] ă [a] | o [ɔ]      |
Trong bảng trên, các nguyên âm trước, giữa và nguyên âm mở là nguyên âm không tròn môi, còn lại là nguyên âm tròn môi. Ă và â là dạng ngắn của a và ơ.
Đồng thời, tiếng Việt còn có hệ thống nguyên âm đôi và nguyên âm ba.

### Phụ âm
Bảng dưới đây trình bày các phụ âm trong tiếng Việt và chính tả tương ứng của chúng.
|          |               | Môi    | Răng/ Lợi  | Quặt lưỡi | Ngạc cứng | Ngạc mềm   | Thanh hầu |
| -------- | ------------- | ------ | ---------- | --------- | --------- | ---------- | --------- |
| Mũi      | Mũi           | m [m]  | n [n]      |           | nh [ɲ]    | ng/ngh [ŋ] |           |
| Tắc      | không bật hơi | p [p]  | t [t]      | tr [ʈ]    | ch [c]    | c/k/q [k]  |           |
| Tắc      | bật hơi       |        | th [tʰ]    |           |           |            |           |
| Tắc      | hút vào       | b [ɓ]  | đ [ɗ]      |           |           |            |           |
| Xát      | vô thanh      | ph [f] | x [s]      | s [ʂ~s]   |           | kh [x~kʰ]  | h [h]     |
| Xát      | hữu thanh     | v [v]  | d/gi [z~j] |           |           | g/gh [ɣ]   |           |
| Tiếp cận | Tiếp cận      |        | l [l]      |           | y/i [j]   | u/o [w]    |           |
| R-tính   | R-tính        |        | r [r]      | r [r]     |           |            |           |
Một số phụ âm chỉ có một cách viết (như b, p) nhưng một số có nhiều hơn một cách viết như k, có thể biểu diễn bằng c, k hay q. Đồng thời, các phụ âm có thay đổi tuỳ theo địa phương. Sự khác biệt về phụ âm giữa các vùng miền trình bày kỹ càng hơn trong bài phương ngữ tiếng Việt.

### Thanh điệu
| Thanh điệu | Miêu tả                   | Đường nét thanh điệu | Dấu phụ     | Ví dụ | Âm thanh | Unicode            |
| ---------- | ------------------------- | -------------------- | ----------- | ----- | -------- | ------------------ |
| ngang      | bằng giữa                 | ˧                    | (không dấu) | ma    | aⓘ       |                    |
| huyền      | thấp dần                  | ˨˩                   | ◌̀           | mà    | àⓘ       | U+0340 hoặc U+0300 |
| sắc        | cao dần, mạnh             | ˧˥                   | ◌́           | má    | áⓘ       | U+0341 hoặc U+0301 |
| hỏi        | thấp dần rồi cao dần, thô | ˧˩˧                  | ◌̉           | mả    | ảⓘ       | U+0309             |
| ngã        | cao dần, tắc              | ˧ˀ˦˥                 | ◌̃           | mã    | ãⓘ       | U+0342 hoặc U+0303 |
| nặng       | thấp dần, tắc, ngắn       | ˨˩ˀ                  | ◌̣           | mạ    | ạⓘ       | U+0323             |

Tiếng Việt là ngôn ngữ thanh điệu, mọi âm tiết của tiếng Việt luôn mang 1 thanh điệu nào đó. Do các thanh điệu của tiếng Việt trong chữ quốc ngữ biểu thị bằng các dấu thanh còn gọi là dấu nên một số người quen gọi các thanh điệu của tiếng Việt là các "dấu". Có sự khác biệt về số lượng thanh điệu và điệu trị của thanh điệu giữa các phương ngôn của tiếng Việt, thanh điệu có tên gọi giống nhau không đồng nghĩa với việc nói chúng sẽ giống nhau trong mọi phương ngôn của tiếng Việt. Phương ngôn tiếng Việt Bắc Bộ có 6 thanh điệu, phương ngôn tiếng Việt Trung Bộ và Nam Bộ có 5 thanh điệu. Thanh điệu của tiếng Việt tiêu chuẩn gồm 6 thanh: ngang (còn gọi là thanh không dấu do chữ quốc ngữ không có dấu thanh cho thanh điệu này), sắc, huyền, hỏi, ngã, nặng nhưng lại thiếu các quy định cụ thể về việc lấy cách phát âm trong phương ngôn nào của tiếng Việt làm cách phát âm tiêu chuẩn cho 6 thanh điệu này.
Các âm tiết mang vần nhập thanh, tức là các vần kết thúc bằng 1 trong 3 phụ âm cuối /k/ (chữ quốc ngữ ghi lại bằng chữ cái "c" hoặc chữ cái nhị hợp "ch"), /t/ (chữ quốc ngữ ghi lại bằng chữ cái "t"), /p/ (chữ quốc ngữ ghi lại bằng chữ cái "p") chỉ có thể mang thanh sắc hoặc thanh nặng. 3 âm tắc trên đã làm cho các âm tiết mang vần nhập thanh chỉ có thể mang các thanh điệu có điệu trị ngắn và nhanh.
Trong thơ ca các thanh điệu phân thành 2 nhóm: thanh bằng gồm có ngang và huyền, thanh trắc gồm các thanh còn lại. Trong các thể thơ cổ như Đường luật và lục bát, có thể có sự hòa hợp thanh điệu bằng trắc giữa các tiếng trong 1 câu thơ.

## Ngữ pháp
Tiếng Việt là 1 ngôn ngữ đơn lập. Các quan hệ ngữ pháp thể hiện chủ yếu thông qua hệ thống hư từ và cách sắp xếp trật tự từ trong câu. Trật tự từ thông dụng nhất trong tiếng Việt là chủ ngữ - vị ngữ - tân ngữ (SVO). Tuy nhiên, trật tự trong câu có thể trong một số trường hợp sắp xếp theo kiểu ngôn ngữ nổi bật chủ đề, vì thế mà 1 câu có thể theo trật tự Tân ngữ - Chủ ngữ - Vị ngữ (OSV).
Vị trí các từ sắp xếp theo thứ tự, từ mang ý chính đứng trước từ mang ý phụ đứng sau bổ sung nghĩa cho từ mang ý chính, tương tự như danh từ đứng trước tính từ đứng sau bổ sung nghĩa cho danh từ. Tuy nhiên trong một số trường hợp, bổ ngữ (bao gồm từ mang ý phụ và tính từ) sẽ đứng trước danh từ.
Tiếng Việt còn có hệ thống đại từ nhân xưng dựa trên các từ ngữ chỉ quan hệ xã hội và hệ thống danh từ đơn vị.

## Từ vựng
Từ vựng tiếng Việt có 2 bộ phận chính: từ thuần Việt và từ mượn. Ngoài ra còn có những từ hỗn chủng là kết quả của sự kết hợp các yếu tố thuần Việt và ngoại lai.

### Từ thuần Việt
Từ thuần Việt là những từ xuất hiện lâu hơn trong tiếng Việt, biểu thị những sự vật, hiện tượng, khái niệm cơ bản nhất trong đời sống hằng ngày. Do có sự tiếp xúc từ sớm hơn với các ngôn ngữ nhóm Tày-Thái nên nhiều từ thuần Việt và các từ tương ứng trong các tiếng này có sự giống nhau nhất định về ngữ âm và ngữ nghĩa.
Trước 1960, một số từ thuần Việt dùng để đặt tên thông tục cho người trong tầng lớp bình dân hoặc để tránh bị ma quỷ thần thánh bắt đi. Tại miền Bắc có các tên như "Rụt", "Tằm", "Cột", "Cu", "Gái",... Tại miền Nam có các tên như "Đực",... Sự phát triển dân trí dẫn đến cách đặt tên thông tục giảm dần.

### Từ Hán Việt
Sự tiếp xúc giữa tiếng Việt và tiếng Hán bắt đầu khi nhà Hán của Trung Quốc xâm chiếm khu vực Việt Nam. Quá trình tiếp xúc đã đưa vào tiếng Việt một khối lượng từ ngữ của tiếng Hán. Giai đoạn đầu, hiện tượng này diễn ra lẻ tẻ, rời rạc hơn chủ yếu thông qua đường khẩu ngữ qua sự tiếp xúc giữa người Việt và người Hán, tạo nên 1 lớp từ có nguồn gốc Hán cổ mà đã hoà lẫn với các từ thuần Việt. Đến đời Đường, tiếng Việt mới có sự tiếp nhận các từ ngữ Hán một cách có hệ thống qua đường sách vở. Các từ ngữ gốc Hán này chủ yếu đọc theo ngữ âm đời Đường tuân thủ nguyên tắc ngữ âm tiếng Việt gọi là âm Hán–Việt. Khi đưa vào tiếng Việt, bên cạnh việc thay đổi về mặt ngữ âm, một số từ Hán Việt thay đổi cả ngữ nghĩa.
Từ Hán-Việt chiếm 1 phần trong vốn từ vựng tiếng Việt, chúng hiện diện một số lĩnh vực của đời sống xã hội.

### Từ có nguồn gốc Ấn–Âu
Kể từ khi Việt Nam trở thành thuộc địa của Pháp, tiếng Pháp đã có ảnh hưởng đến tiếng Việt và các từ ngữ gốc Pháp thâm nhập vào tiếng Việt. Sự ảnh hưởng này là do tiếng Pháp có sử dụng trong các văn bản, giấy tờ của Nhà nước và trong giảng dạy ở nhà trường cũng như trong các loại sách báo khác. Ảnh hưởng này kéo theo sự xuất hiện của các từ gốc Pháp trong các lĩnh vực khác nhau đặc biệt là trong khoa học kỹ thuật.
Trong thời kỳ Chiến tranh Việt Nam, miền Bắc Việt Nam chịu ảnh hưởng của Liên Xô. Do đó, một số từ ngữ gốc Nga có điều kiện du nhập vào tiếng Việt. Đồng thời, cùng với sự tiếp xúc, hội nhập sâu rộng hơn với thế giới, trong tiếng Việt cũng xuất hiện các từ ngữ có nguồn gốc từ tiếng Anh.
Nhìn chung, khi đưa vào tiếng Việt, những từ này đã Việt hoá về mặt âm đọc (thêm thanh điệu, thay đổi âm hoặc giảm bớt âm tiết). Những từ đơn âm tiết (hoặc đơn âm hoá), vay mượn qua khẩu ngữ thâm nhập vào tiếng Việt. Trong khi đó, những từ có 2 âm tiết trở lên, vay mượn thông qua sách vở vẫn còn dấu ấn ngoại lai. Có những từ vay mượn nguyên dạng nên tạo ảnh hưởng trong cách phát âm.

### Từ có nguồn gốc tiếng dân tộc thiểu số
Là 1 nước đa sắc tộc với 54 dân tộc đã công nhận, tiếng Việt phổ thông tiếp nhận 1 phần tiếng dân tộc thiểu số, gồm từ thông dụng và tên riêng của người hay địa vật và các từ này có thể có vần "phi Việt". Quá trình này diễn ra trong lịch sử. Dựa theo tên người/danh xưng đăng tải trên báo chí và các địa danh trên các bản đồ hành chính, chúng ta có thể phân loại các cách nhập tiếng dân tộc thiểu số như sau:
1. Từ tiếng nói của hầu hết các dân tộc từ Quảng Bình trở ra, đã cư trú lâu hơn cùng người Kinh và/hoặc thuộc vùng Văn hóa Đông Á, như người Mường, Tày, Nùng, Thái,... thì họ tên người thì theo từ Hán Việt như các họ "Triệu", "Đàm", "Cầm", "Đèo",..., còn địa danh thì theo ghi âm như "Nậm", "Huổi/ Khuổi", "Pắc",... Đôi khi sự giao lưu với người Kinh dẫn đến những tên hỗn hợp như Hang Bua (tên tiếng Thái là Thẩm Bua, nghĩa là Hang Sen).[20]
2. Từ tiếng H'Mông thì theo ghi âm mà không theo từ Hán Việt, mặc dù tiếng H'Mông có quan hệ gần hơn với tiếng Hoa. Ví dụ như các họ Vàng (Vương, Vang), Giàng (Dương, Yang),... hay các địa danh như Lào Cai (nghĩa chữ là Chợ Cũ, từ Hán Việt là Lão Nhai 老街), Sa Pa (Sa Pả, nghĩa chữ là Bãi Cát),... Trường hợp loại trừ là họ tên vua Mèo mà dùng từ Hán Việt như Vương Chí Sình.
3. Từ tiếng nói của các dân tộc ở Tây Nguyên, Nam Bộ,... thì theo ghi âm là chính, như Đắk Lắk, Krông Pắc,... hoặc biến âm như Sóc Trăng, Nha Trang,... Cá biệt có việc giới chức biên phòng đã "Kinh hóa" địa danh đặt tên đồn biên phòng, ví dụ tại xã Pờ Y có Đồn/Cửa khẩu Bờ Y.

Các chữ và vần "phi Việt" viết theo hướng dẫn trong Quyết định 240/QĐ "Về tên riêng không phải tiếng Việt", trong đó các chữ cái F, J, W, Z có thể tùy nghi sử dụng.

### Từ hỗn chủng
Từ hỗn chủng là những từ tạo thành từ các yếu tố có nguồn gốc khác nhau như giữa yếu tố thuần Việt và Hán Việt, giữa yếu tố thuần Việt và yếu tố Ấn-Âu. Cùng với sự phát triển của tiếng Việt, các từ hỗn chủng đã gia tăng, đóng 1 vai trò trong việc diễn đạt các khái niệm mới hơn trong xã hội.
Ví dụ:
- vôi hoá (Hán-Nôm: 𥔦化) – "vôi" là thuần Việt, "hoá" là Hán-Việt.
- ôm kế – "ôm" là từ tiếng Đức Ohm, "kế" là Hán-Việt.
- nhà băng – "nhà" là thuần Việt, "băng" là từ tiếng Pháp banque.
- game thủ – "game" là tiếng Anh, "thủ" là Hán-Việt.

## Chữ viết

"Tôi nói tiếng Việt Nam" (碎呐㗂越南), bên trên viết bằng Chữ Quốc ngữ (chữ Latinh), bên dưới viết bằng chữ Nôm (gạch chân) với chữ Hán

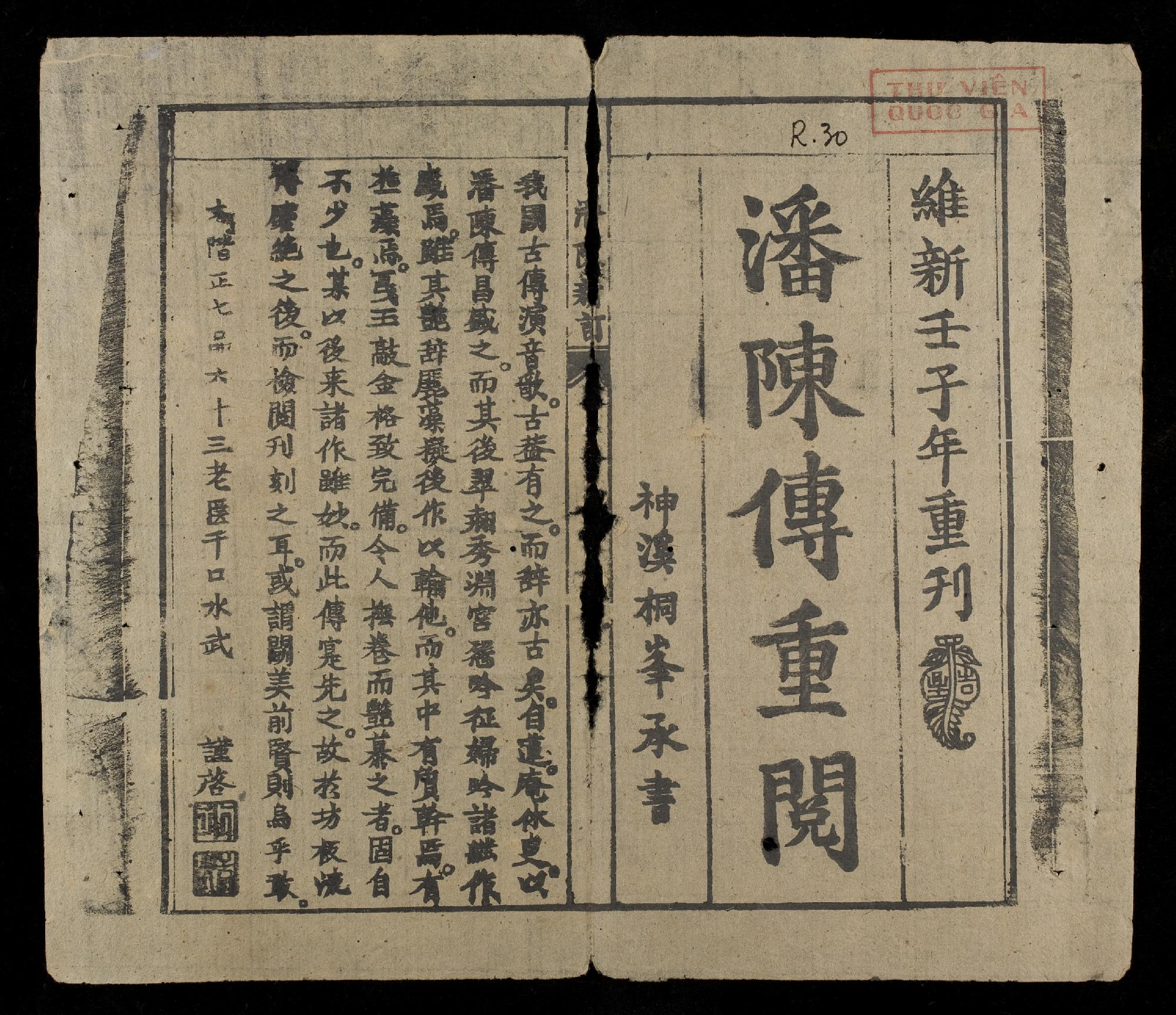
Truyện Nôm Phan Trần, ấn bản Nhâm Tý (1912) triều Duy Tân.

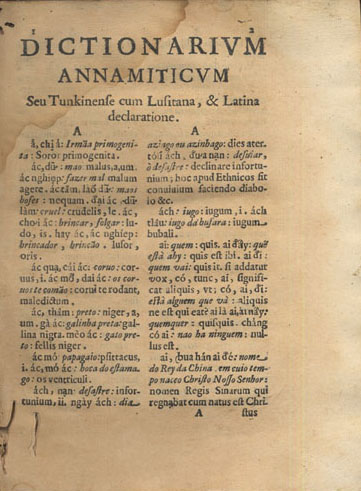
Một trang Dictionarium Annamiticum Lusitanum et Latinum tức Từ điển Việt-Bồ-La in năm 1651

Theo dòng lịch sử phát triển, tiếng Việt có 3 dạng ký tự để viết là chữ Hán, chữ Nôm (dựa trên chữ Hán) và chữ Quốc ngữ (chữ Latinh).
Chữ Hán và chữ Nôm là văn tự chính của Việt Nam trước thế kỷ 20. Tất cả các tác phẩm sử học và văn học cổ truyền Việt Nam đều viết bằng chữ Hán, chữ Nôm như Chiếu dời đô, Hịch tướng sĩ, Bình Ngô đại cáo, Đoạn trường tân thanh, Đại Việt sử ký toàn thư,...
Chữ Quốc ngữ là chữ Latinh dựa trên bảng chữ cái và âm vị của tiếng Bồ Đào Nha đối chiếu với tiếng Việt, do các nhà truyền giáo Dòng Tên Bồ Đào Nha xây dựng vào đầu thế kỷ 17 rồi do giáo sĩ Alexandre de Rhodes người Avinhon chuẩn định. Đây là người cho in cuốn Dictionarium Annamiticum Lusitanum et Latinum năm 1651. Cuối thế kỷ 18 tại Đàng Trong diễn ra cuộc chỉnh lý chữ Quốc ngữ dưới sự điều phối của Giám mục Pierre Pigneau de Behaine (hay còn biết tới dưới tên Bá Đa Lộc), từ điển có tên Dictionarium Anamatico-Latinum soạn quãng năm 1772–1773 nhưng mới chỉ là bản viết tay. Sau đó, từ điển của Taberd mang tên Nam Việt–Dương Hiệp Tự vị (tựa Latinh giống với tựa cuốn của Bá Đa Lộc) xuất bản năm 1838 tại Serampore, Ấn Độ.
Chữ Quốc ngữ từ lúc ra đời tuy có hơn 200 năm hình thành và phát triển, nhưng chưa đủ phổ biến để là văn tự chính ở Việt Nam vì chữ Hán và chữ Nôm vẫn là dạng văn tự phổ biến của tiếng Việt. Phải đến cuối thế kỷ 19, vào thời kỳ Pháp thuộc, chính quyền thuộc địa bảo hộ chữ Quốc ngữ và cổ súy thay thế chữ Hán và chữ Nôm để tiếng Việt đồng văn tự Latinh với tiếng Pháp, bắt đầu từ Nam Kỳ rồi tới Bắc Kỳ và Trung Kỳ để dễ dàng phổ biến tiếng Pháp và văn hóa Pháp. Còn các nhà cải cách Việt Nam ủng hộ việc truyền bá hệ chữ Latinh như phương tiện để khai dân trí, chấn dân khí. Cải cách giáo dục năm 1906 của vua Thành Thái cũng bao gồm chương trình dạy chữ Quốc ngữ. Tuy vậy trong giai đoạn này, sự bóc lột của Thực dân Pháp khiến người Việt không được đi học đầy đủ, nên hầu hết người Việt giai đoạn này trở nên mù chữ với cả chữ Hán, chữ Nôm và chữ Quốc ngữ. Ngay sau khi Việt Nam Dân chủ Cộng hòa lập quốc, Chính phủ phát động Bình dân học vụ với mục tiêu nhanh chóng giải quyết nạn mù chữ bằng cách đẩy mạnh dạy chữ Quốc ngữ cho người dân. Chữ Hán và chữ Nôm vẫn được một lượng người Việt sử dụng song song cùng chữ Quốc ngữ, nhưng đến năm 1950, giảng dạy chữ Hán Nôm bị loại ra khỏi chương trình giáo dục của Việt Nam Dân chủ Cộng hòa vì độ phổ biến ở Việt Nam không còn nhiều.
Tại Việt Nam hiện nay, người dân chủ yếu sử dụng chữ Quốc ngữ là chính, còn chữ Hán và chữ Nôm thường dùng trong các hoạt động liên quan tới văn hóa truyền thống như viết thư pháp, câu đối, tìm hiểu lịch sử và văn học cổ, và được giảng dạy trong chuyên ngành Hán Nôm bậc đại học cũng như tại các tổ chức phong trào dạy học chữ Hán và chữ Nôm được sử dụng trong tiếng Việt. Trái ngược lại là cộng đồng người Kinh bản địa ở Đông Hưng (Trung Quốc), do không bị ảnh hưởng bởi chính sách thay thế chữ Hán và chữ Nôm bằng chữ Quốc ngữ của Thực dân Pháp (vùng đất họ sống trở thành lãnh thổ Đại Thanh theo Công ước Pháp-Thanh ký năm 1887, nên họ không bị Thực dân Pháp đô hộ), những thế hệ con cháu ở đây không bị gián đoạn chuyện đi học và không bị mù chữ. Người Kinh bản địa ở Đông Hưng vẫn duy trì được sự phổ biến của chữ Hán và chữ Nôm trong cộng đồng và vẫn dùng làm văn tự chính cho tiếng Việt ở thời hiện đại giống như người Việt xưa, thay vì dùng chữ Latinh như người Việt ở Việt Nam hiện tại.
Hiến pháp nước Cộng hòa xã hội chủ nghĩa Việt Nam 2013, tại Chương I Điều 5 Mục 3, ghi tiếng Việt là ngôn ngữ quốc gia của Việt Nam. Không có bất kỳ văn bản nào ở cấp nhà nước quy định giọng chuẩn và quốc tự ("chữ viết quốc gia" hoặc văn tự chính thức) của tiếng Việt. Phần lớn các văn bản hành chính tiếng Việt ở Việt Nam được viết bằng chữ Quốc ngữ theo "Quy định về chính tả tiếng Việt và về thuật ngữ tiếng Việt" áp dụng cho các sách giáo khoa, báo và văn bản của ngành giáo dục, nêu tại Quyết định của Bộ Giáo dục số 240/QĐ ngày 5 tháng 3 năm 1984 do những người thụ hưởng giáo dục đó sau này ra làm việc trong mọi lĩnh vực xã hội hướng tới việc chuẩn hóa chính tả tiếng Việt. Không có luật lệ nào cấm người Việt viết tiếng Việt hiện đại bằng chữ Hán Nôm.

### Thư pháp
Cùng với chữ Hán, Kana và Hangul, có người "yêu thích" thư pháp nâng chữ viết tiếng Việt lên thành một bộ môn nghệ thuật.
Thư pháp chữ Việt ban đầu là thư pháp chữ Nôm và chữ Hán. Sau này chữ Quốc ngữ trở nên phổ biến hơn trong khi nhu cầu và sở thích treo chữ trong nhà vẫn còn, người chơi chữ đã khởi xướng thư pháp chữ Quốc ngữ. Còn thư pháp chữ Hán và chữ Nôm hiện nay vẫn duy trì song song.

### Bộ gõ tiếng Việt và giao tiếp tiếng Việt qua mạng
Tuy cùng là chữ Latinh, ngoài 22 ký tự không dấu có trong bảng chữ cái tiếng Anh thì chữ Quốc ngữ còn chứa lượng ký tự có dấu, bao gồm 7 ký tự Ă, Â, Đ, Ê, Ô, Ơ, Ư cùng 60 chữ nguyên âm (A, Ă, Â, E, Ê, I, O, Ô, Ơ, U, Ư, Y) mang thanh điệu sắc-huyền-hỏi-ngã-nặng. Tổng cộng là máy tính hay điện thoại cần phải nạp thêm 67 ký tự, gấp hơn 2,5 lần bảng chữ cái của tiếng Anh (26 ký tự) thì mới đủ để viết tiếng Việt. Nên để có thể viết tiếng Việt trên máy tính và điện thoại di động cần có bộ gõ là phần mềm hỗ trợ soạn thảo văn bản bằng tiếng Việt đi kèm một số phông chữ Quốc ngữ. Người dùng cũng có thể cài đặt thêm các phông ký tự chữ Quốc ngữ khác phục vụ trang trí và nghệ thuật. Các bộ gõ tiếng Việt khác nhau sẽ quy định các phím bấm khác nhau để hiển thị các dấu thanh, dấu mũ và dấu móc. Có những quy ước chuẩn dấu tiếng Việt, bộ mã, cách gõ và những phần mềm khác nhau. Có bộ mã chữ Việt theo chuẩn quốc tế Unicode.
Do ký tự có dấu phải mã hóa mất lượng bộ nhớ lớn hơn ký tự không dấu, việc tin nhắn SMS bằng tiếng Việt có dấu bị hạn chế 70 ký tự/tin nhắn (ít hơn một nửa so với 180 ký tự/tin nhắn của tiếng Anh) nên trước đây người Việt thường nhắn tin SMS không dấu để có thể viết nhiều nội dung hơn và tiết kiệm tiền hơn dù nội dung bằng tiếng Việt không dấu có thể gây hiểu nhầm. Một số trường hợp lợi dụng viết tắt, biến đổi ký tự nhằm giảm số lượng (j=gi; f=ph; bỏ h trong "gh","ngh") hay thể hiện rõ âm (z=d vì "đ" viết không dấu thành "d"). Hiện nay nhờ sự phát triển của Internet trên di động (như Wi-Fi, 4G không giới hạn dung lượng) cùng các ứng dụng OTT và mạng xã hội, việc nhắn tin bằng tiếng Việt có dấu trở nên thoải mái hơn mà không lo bị hạn chế ký tự.
Đối với việc gõ chữ Hán và chữ Nôm bằng tiếng Việt, do dạng ký tự này hiện không được sử dụng phổ biến ở Việt Nam nên các hãng sản xuất máy tính, điện thoại hay phần mềm coi như loại bỏ. Thời gian gần đây để phục vụ cho nhu cầu tìm hiểu về lịch sử hay văn học cổ cũng như chuyên ngành Hán Nôm, một số cá nhân hay tổ chức đã tạo ra những trang web hay phần mềm giúp viết chữ Hán và chữ Nôm bằng bộ gõ chữ Quốc ngữ. Với chữ Hán do đồng bộ với các chữ của bộ gõ tiếng Trung và tiếng Nhật nên việc hiển thị không khó khăn, còn chữ Nôm do một lượng chữ chưa được mã hoá đầy đủ nên có thể hiển thị bị lỗi trên một số máy tính và điện thoại dưới dạng ô vuông hay dấu hỏi chấm.

### Tiếng Việt
- Bùi, Khánh Thế (2016). Ngôn ngữ học tiếp xúc và tiếp xúc ngôn ngữ ở Việt Nam. Tp. Hồ Chí Minh: Nhà xuất bản Đại học Quốc gia TP.HCM. ISBN 978-604-73-4197-9.
- Cao, Xuân Hạo (2007). Tiếng Việt: Mấy vấn đề Ngữ âm – Ngữ pháp – Ngữ nghĩa. Hà Nội: Nhà xuất bản Giáo dục Việt Nam.
- —— (2005). Tiếng Việt: Sơ thảo ngữ pháp chức năng. Hà Nội: Nhà xuất bản Khoa học Xã hội.
- Đoàn, Thiện Thuật (2007) [1977]. Ngữ âm tiếng Việt. Hà Nội: Nhà xuất bản Đại học Quốc gia Hà Nội.
- Đỗ, Tiến Thắng (2009). Ngữ điệu tiếng Việt: Sơ khảo. Hà Nội: Nhà xuất bản Đại học Quốc gia Hà Nội.
- Hoàng, Thị Châu (2009). Phương ngữ học tiếng Việt. Hà Nội: Nhà xuất bản Đại học Quốc gia Hà Nội.
- Hoàng, Thị Ngọ (1999). Chữ Nôm và tiếng Việt qua bản giải âm Phật thuyết đại báo phụ mẫu ân trọng kinh. Hà Nội: Nhà xuất bản Khoa học Xã hội.
- —— (2005). "Dấu vết cổ của phụ âm đầu "Tr" qua chữ Nôm trong Chỉ Nam ngọc âm giải nghĩa". Tạp chí Hán Nôm. Quyển 5 số 72. Hà Nội: Viện Nghiên cứu Hán Nôm. tr. 40–44.
- —— (2003). "Về cách ghi phụ âm đầu /S/ trong tiếng Việt cổ qua chữ Nôm trong Chỉ Nam ngọc âm giải nghĩa". Thông báo Hán Nôm học. Số 52. Hà Nội: Viện Nghiên cứu Hán Nôm. tr. 397–406.
- —— (1998). "Dấu tích của các tổ hợp phụ âm đầu KB KM KĐ KN qua cách ghi chữ Nôm cổ". Thông báo Hán Nôm học. Số 38. Hà Nội: Viện Nghiên cứu Hán Nôm. tr. 310–319.
- Lê, Quang Thiêm (2014). Sự phát triển nghĩa từ vựng tiếng Việt: Từ 1945 đến 2005. Hà Nội: Nhà xuất bản Đại học Quốc gia Hà Nội. ISBN 978-604-62-1730-5.
- —— (2003). Lịch sử từ vựng tiếng Việt thời kỳ 1858-1945. Hà Nội: Nhà xuất bản Khoa học Xã hội.
- Mai, Ngọc Chừ; Vũ, Đức Nghiệu & Hoàng, Trọng Phiến (2008). Cơ sở ngôn ngữ học và Tiếng Việt. Hà Nội: Nhà xuất bản Giáo dục.
- Nguyễn, Hoàng Trung (2023). Cấu trúc sự tình và ý nghĩa thể tiếng Việt. Tp. Hồ Chí Minh: Nhà xuất bản Đại học Quốc gia TP.HCM.
- Nguyễn, Ngọc Quận (2018). "Chữ Nôm ghi âm Nam Bộ trong tương quan với ngữ âm vùng miền: Trường hợp văn bản Nôm Kim Cổ Kỳ Quan của Nguyễn Văn Thới". Tạp chí Khoa học Xã hội. Quyển 237 số 5. Hà Nội: Viện Hàn lâm Khoa học xã hội Việt Nam. tr. 34–45. ISSN 1605-2811.
- Nguyễn, Tài Cẩn (1996). Ngữ pháp tiếng Việt: Tiếng – Từ ghép – Đoản ngữ. Hà Nội: Nhà xuất bản Đại học Quốc gia Hà Nội.
- —— (1997). Giáo trình lịch sử ngữ âm tiếng Việt: Sơ thảo. Hà Nội: Nhà xuất bản Giáo dục Việt Nam.
- —— (1979). Nguồn gốc và quá trình hình thành cách đọc Hán Việt. Hà Nội: Nhà xuất bản Khoa học Xã hội.
- Nguyễn, Thiện Giáp (2022). Ngữ dụng học: Từ lí thuyết đến thực tiễn tiếng Việt. Hà Nội: Nhà xuất bản Đại học Quốc gia Hà Nội.{{Chú thích sách}}:  Quản lý CS1: dấu chấm câu dư (liên kết)
- Nguyễn, Thị Lâm (2005). "Chữ Nôm phản ánh ngữ âm địa phương trong Thiên Nam ngữ lục". Tạp chí Hán Nôm. Quyển 5 số 72. Hà Nội: Viện Nghiên cứu Hán Nôm.
- Nguyễn, Văn Lợi (2006). "Thanh điệu và vấn đề cơ tầng Chăm trong thổ ngữ Cao Lao Hạ (Bố Trạch, Quảng Bình)". Tạp chí Khoa học Trường Đại học Sư phạm Thành phố Hồ Chí Minh. Quyển 9. TP. Hồ Chí Minh: Trường Đại học Sư phạm Thành phố Hồ Chí Minh. tr. 4–21. doi:10.54607/hcmue.js.0.9.1445(2006).
- Pham, Andrea Hoa (2022). Nguồn gốc và sự hình thành giọng Quảng Nam. Đà Nẵng: Nhà xuất bản Đà Nẵng. ISBN 978-6-0484-6686-2.
- —— (2016). "Sự biến âm trong vần tiếng Việt: Thổ ngữ làng Hến, huyện Đức Thọ, tỉnh Hà Tĩnh". Tạp chí Ngôn ngữ. Quyển 11. Hà Nội: Viện Ngôn ngữ học. tr. 7–26.
- Phạm, Thị Kiều Ly (2024). Lịch sử chữ quốc ngữ, 1615–1919. Thanh Thư biên dịch. Nhà xuất bản Văn học & Omega Plus. ISBN 9786044779621.
- Shimizu, Masaaki (2002). Khảo sát sơ lược về cấu trúc âm tiết tiếng Việt vào thế kỷ XIV-XV qua hai cứ liệu chữ Nôm (PDF).
- Trần, Thị Hồng Hạnh (2017). Ngôn ngữ học nhân chủng: Nghiên cứu trường hợp thành ngữ tiếng Việt. Hà Nội: Nhà xuất bản Đại học Quốc gia Hà Nội. ISBN 978-6-0462-9356-9.
- Trần, Trọng Dương (2012). "Thủy âm kép trong tiếng Việt thế kỷ XIV-XV qua các chữ Nôm cổ trong Quốc âm thi tập". Tạp chí Ngôn ngữ. Quyển 8. Hà Nội: Viện Ngôn ngữ học. tr. 46–62.
- Trần, Trí Dõi (2011). Giáo trình lịch sử tiếng Việt (PDF). Hà Nội: Nhà xuất bản Giáo dục Việt Nam.
- Trịnh, Cẩm Lan (2023). "Tương ứng giữa nguyên âm đơn tiếng Nghệ Tĩnh với nguyên âm đôi phương ngữ Bắc". Tạp chí Ngôn ngữ. Quyển 2. Hà Nội: Viện Ngôn ngữ học. tr. 3–13.
- —— (2017). Tiếng Hà Nội từ hướng tiếp cận phương ngữ học xã hội. Hà Nội: Nhà xuất bản Đại học quốc gia Hà Nội.
- Vũ, Đức Nghiệu (2020). Ngữ pháp lịch sử tiếng Việt: Từ và ngữ đoạn. Hà Nội: Nhà xuất bản Đại học Quốc gia Hà Nội.
- —— (2015). "Các biến đổi ngữ âm lịch sử với việc tạo từ tiếng Việt". Tạp chí Ngôn ngữ. Quyển 6. Hà Nội: Viện Ngôn ngữ học. tr. 3–16.
- —— (2012). "Ba tổ hợp phụ âm bl, ml, tl trong một số văn bản chữ Quốc ngữ thế kỉ XVII, XVIII, XIX" (PDF). Trong Hội thảo Quốc tế về Việt Nam học (biên tập). Việt Nam học - Kỷ yếu hội thảo quốc tế lần thứ tư. Hà Nội: Nhà xuất bản Khoa học xã hội. tr. 867–881.
- —— (2011). Lược khảo lịch sử từ vựng tiếng Việt. Hà Nội: Nhà xuất bản Giáo dục Việt Nam.
- Vũ, Thị Hải Hà (2022). "Đặc điểm thanh điệu một số thổ ngữ ở huyện Nghi Xuân, Hà Tĩnh". Tạp chí Ngôn ngữ. Quyển 9. Hà Nội: Viện Ngôn ngữ học. tr. 36–43.

### Ngoại ngữ
- Alves, Mark J. (2020). "The Đông Sơn Speech Community: Evidence for Vietic" [Cộng đồng ngôn ngữ Đông Sơn: Bằng chứng về tiếng Vietic]. Crossroads. Quyển 19 số 2. Hà Lan: Brill. tr. 138–174. doi:10.1163/26662523-bja10002.
- —— (2018). "Early Sino-Vietnamese Lexical Data and the Relative Chronology of Tonogenesis in Chinese and Vietnamese" [Dữ liệu ngữ vựng Hán-Việt sơ kỳ và niên đại tương đối của quá trình phát sinh thanh điệu ở tiếng Trung và tiếng Việt]. Bulletin of Chinese Linguistics. Quyển 11 số 1–2. Hà Lan: Brill. tr. 3–33. doi:10.1163/2405478X-01101007.
- —— (2009). "Chapter 24: Loanwords in Vietnamese" [Chương 24: Từ mượn trong tiếng Việt]. Trong Haspelmath, Martin & Tadmor, Uri (biên tập). Loanwords in the World's Languages: A Comparative Handbook [Từ mượn trong các ngôn ngữ trên thế giới: Một cẩm nang đối chiếu] (bằng tiếng Anh). Berlin, Đức: De Gruyter Mouton. ISBN 9783110218435.
- —— (2008). "Sino-Vietnamese Grammatical Borrowing: An Overview" [Từ mượn ngữ pháp Hán-Việt: Một tổng quan]. Trong Matras, Yaron & Sake, Jeanette (biên tập). Grammatical Borrowing in Cross-Linguistic Perspective [Từ mượn ngữ pháp theo quan điểm bắt chéo ngôn ngữ học]. Berlin, Đức: De Gruyter. ISBN 9783110199192.
- —— (2006). "Linguistic Research on the Origins of the Vietnamese Language: An Overview" [Nghiên cứu ngôn ngữ học về nguồn gốc của tiếng Việt: Một tổng quan]. Journal of Vietnamese Studies. Quyển 1 số 1–2. Anh: Nhà xuất bản Đại học California. tr. 104–130. doi:10.1525/vs.2006.1.1-2.104. ISSN 1559-3738. JSTOR 10.1525/vs.2006.1.1-2.104.
- Baxter, William H. & Sagart, Laurent (2014). Old Chinese: A New Reconstruction [Tiếng Hán thượng cổ: Một phục nguyên mới]. Anh: Nhà xuất bản Đại học Cambridge. ISBN 978-0-19-994537-5.
- Brunelle, Marc; Hạ, Kiều Phương & Grice, Martine (2012). "Intonation in Northern Vietnamese" [Ngữ điệu tiếng Việt miền Bắc]. The Linguistic Review. Quyển 29 số 1. Hà Lan: Mouton de Gruyter. doi:10.1515/tlr-2012-0002. ISSN 1613-3676.
- Brunelle, Marc & Lê, Thị Xuyến (2011). "Why is sound symbolism so common in Vietnamese?" [Tại sao từ tượng thanh lại phổ biến trong tiếng Việt đến vậy?]. Trong Jeffrey P. Williams (biên tập). The Aesthetics of Grammar: Sound and Meaning in the Languages of Mainland Southeast Asia [Mỹ học ngữ pháp: Ngữ âm và ngữ nghĩa trong các ngôn ngữ của Đông Nam Á lục địa]. Anh: Nhà xuất bản Đại học Cambridge. tr. 83–98. doi:10.1017/CBO9781139030489.006.
- Brunelle, Marc (2017). "Stress and phrasal prominence in tone languages: The case of Southern Vietnamese" [Độ nổi trội đoản ngữ và trọng âm trong các ngôn ngữ thanh điệu: Trường hợp tiếng Việt miền Nam]. Journal of the International Phonetic Association. Quyển 47 số 3. Anh: Nhà xuất bản Đại học Cambridge. tr. 283–320. doi:10.1017/S0025100316000402. JSTOR 26352389.
- —— (2014). "Chapter 13: Vietnamese" [Chương 13: Tiếng Việt]. Trong Jenny, Mathias & Sidwell, Paul (biên tập). The Handbook of Austroasiatic Languages [Cẩm nang các Ngôn ngữ Nam Á]. Bỉ: Brill. ISBN 9789004283572.
- —— (2009). "Tone perception in Northern and Southern Vietnamese" [Tri giác thanh điệu trong tiếng Việt miền Bắc và miền Nam]. Journal of Phonetics [Chuyên san ngữ âm học]. Quyển 37 số 1. Hà Lan: Elsevier. tr. 79–96. doi:10.1016/j.wocn.2008.09.003. ISSN 1095-8576.
- Bruening, Benjamin & Tran, Thuan (2015). "The nature of the passive, with an analysis of Vietnamese" [Bản chất của thể bị động, với một phân tích tiếng Việt]. Lingua. Quyển 165 số A. Hà Lan: Elsevier. tr. 133–172. JSTOR 10.1016/j.lingua.2015.07.008.
- —— & —— (2006). "Wh-Questions in Vietnamese" [Câu nghi vấn Wh trong tiếng Việt]. Journal of East Asian Linguistics. Quyển 15 số 4. Anh: Springer. tr. 319–341. doi:10.1007/s10831-006-9001-1. JSTOR 20100914.
- DeFrancis, John (1977). Colonialism and language policy in Viet Nam [Chủ nghĩa thực dân và chính sách ngôn ngữ ở Việt Nam]. Đức: Mouton. ISBN 9789027976437.
- Duffield, Nigel (2017). "On what projects in Vietnamese" [Về cái gì phóng chiếu trong tiếng Việt]. Journal of East Asian Linguistics. Quyển 26 số 4. Hà Lan: Springer. tr. 351–387. doi:10.1007/s10831-017-9161-1. ISSN 1572-8560.
- Ferlus, Michel (1997). "Problèmes de la formation du système vocalique du vietnamien" [Các vấn đề về sự hình thành hệ thống thanh âm tiếng Việt]. Cahiers de Linguistique - Asie Orientale (bằng tiếng Pháp). Quyển XXVI số 1. tr. 37–51. doi:10.3406/clao.1997.1504. ISSN 1960-6028.
- —— (1991). "Le dialecte vietnamien de Vinh" [Phương ngữ tiếng Việt ở Vinh] (PDF). 24th International Conference on Sino-Tibetan Languages and Linguistics (bằng tiếng Pháp).
- —— (1982). "Spirantisation des obstruantes médiales et formation du système consonantique du vietnamien" [Sự xát hóa âm đệm vang và sự hình thành hệ thống phụ âm tiếng Việt]. Cahiers de Linguistique - Asie Orientale (bằng tiếng Pháp). Quyển XI số 1. tr. 83–106. doi:10.3406/clao.1982.1105. ISSN 1960-6028.
- Fernandes, Gonçalo & Assunção, Carlos (2017). "First codification of Vietnamese by 17th-century missionaries: The description of tones and the influence of Portuguese on Vietnamese orthography" [Hệ thống hóa đầu tiên về tiếng Việt của các nhà truyền giáo thế kỷ thứ 17: Mô tả về thanh điệu và ảnh hưởng của tiếng Bồ Đào Nha lên chính tả tiếng Việt]. Histoire Épistémologie Langage. Quyển 39 số 1. Paris, Pháp: Société d'histoire et d'épistémologie des sciences du langage. tr. 155–176. doi:10.1051/hel/2017390108. ISSN 1638-1580.
- Gong, Xun (2017). "Chinese loans in Old Vietnamese with a sesquisyllabic phonology" [Từ mượn Hán ngữ trong tiếng Việt cổ với âm vị cận âm tiết]. Journal of Language Relationship. Quyển 16 số 2. Hoa Kỳ: Gorgias Press. tr. 55–72. doi:10.31826/jlr-2019-171-209. ISSN 2219-4029.
- Handel, Zev (2019). Sinography: The Borrowing and Adaptation of the Chinese Script [Hán văn: Sự vay mượn và thích ứng của hệ chữ viết Trung Hoa]. Hà Lan: Brill. ISBN 9789004352223.
- Haudricourt, André-Georges (2018). "The origin of tones in Vietnamese" [Nguồn gốc thanh điệu trong tiếng Việt]. Marc Brunelle biên dịch. Truy cập ngày 8 tháng 6 năm 2023. {{Chú thích tạp chí}}: Chú thích magazine cần |magazine= (trợ giúp)
- Kirby, James P. (2011). "Vietnamese (Hanoi Vietnamese)" [Tiếng Việt (giọng Hà Nội)]. Journal of the International Phonetic Association. Quyển 41 số 3. Anh: Nhà xuất bản Đại học Cambridge. tr. 381–392. doi:10.1017/S0025100311000181. JSTOR 44526624.
- —— (2010). "Dialect experience in Vietnamese tone perception" [Trải nghiệm phương ngữ trong tri giác thanh điệu tiếng Việt]. The Journal of the Acoustical Society of America [Tạp chí của Hội Âm học Mỹ]. Quyển 127 số 6. Hoa Kỳ: Acoustical Society of America. tr. 3749–3757. doi:10.1121/1.3327793. ISSN 0001-4966. PMID 20550273.
- Lê, Văn Lý (1960). Le parler Vietnamien: Sa structure phonoloqique et morphologique fonctionnelle [Tiếng Việt: Cấu trúc âm vị và chức năng hình thái] (bằng tiếng Pháp). Sài Gòn: Bô Quốc-gia Giáo-dục, Viện Khảo-cổ.
- Michaud, Alexis; Ferlus, Michel & Nguyễn, Minh-Châu (2015). "Strata of standardization: the Phong Nha dialect of Vietnamese (Quảng Bình Province) in historical perspective" [Cơ tầng chuẩn hóa: Phương ngữ Phong Nha của tiếng Việt (Quảng Bình) theo quan điểm lịch sử]. Linguistics of the Tibeto-Burman Area. Quyển 38 số 1. Hà Lan: John Benjamins Publishing Company. tr. 124–162. doi:10.1075/ltba.38.1.04mic.
- Maspero, Henri (1912). "Etudes sur la phonétique historique de la langue annamite: Les initiales" [Nghiên cứu về lịch sử ngữ âm tiếng An Nam: Phụ âm đầu]. Bulletin de l'Ecole française d'Extrême-Orient (bằng tiếng Pháp). Số 12. tr. 1–124. doi:10.3406/befeo.1912.2713.
- Ngo, Binh (2020). Vietnamese: An Essential Grammar [Tiếng Việt: Một ngữ pháp cốt yếu]. Hoa Kỳ: Taylor & Francis. ISBN 9781315454597.
- Nguyễn, Đình-Hòa; Alves, Mark J. & Nguyễn, Hồng Cổn (2018). "Vietnamese" [Tiếng Việt]. Trong Bernard Comrie (biên tập). The World's Major Languages [Những ngôn ngữ lớn của thế giới]. Oxon và New York: Routledge. ISBN 9781317290490.
- Nguyễn, Đình-Hòa (1997) [1959]. Vietnamese [Tiếng Việt không son phấn]. Amsterdam và Philadelphia: John Benjamins Publishing Company. ISBN 978-90-272-8308-5.
- Pham, Andrea Hoa & Alves, Mark J. (2024). "Onomatopoeia in Vietnamese" [Từ tượng thanh tiếng Việt]. Trong Edith Moravcsik & Lívia Körtvélyessy (biên tập). Onomatopoeia in the World's Languages: A Comparative Handbook [Từ tượng thanh trong các ngôn ngữ trên thế giới: Một sổ tay so sánh]. Đức: De Gruyter. doi:10.1515/9783111053226-028. ISBN 9783111053370.
- Pham, Andrea Hoa & Pham, Andrew Anh (2020). "Productive reduplication in Southern Vietnamese" [Láy từ năng sản trong tiếng Việt miền Nam]. Journal of the Southeast Asian Linguistics Society. Quyển 13 số 2. Hawaii, Hoa Kỳ: Nhà xuất bản Đại học Hawai'i. tr. i–x. ISSN 1836-6821.
- Pham, Andrea Hoa (2019). "Vietnamese dialects : A case of sound change through contact" [Phương ngữ tiếng Việt: Một trường hợp biến đổi ngữ âm thông qua tiếp xúc]. Trong Tue Trinh; Trang Phan & Nigel Duffield (biên tập). Interdisciplinary Perspectives on Vietnamese Linguistics [Các quan điểm liên ngành về ngôn ngữ học Việt ngữ]. Hoa Kỳ: John Benjamins Publishing Company. tr. 31–66. ISBN 9789027261991.
- —— (2003). Vietnamese Tone: A New Analysis [Thanh điệu tiếng Việt: Một phân tích mới]. New York, Hoa Kỳ: Routledge. ISBN 9780415967624.
- Phạm, Ben & McLeod, Sharynne (2016). "Consonants, vowels and tones across Vietnamese dialects" [Phụ âm, nguyên âm và thanh điệu trải khắp các phương ngữ tiếng Việt]. International Journal of Speech-Language Pathology. Quyển 18 số 2. Úc: Speech Pathology Australia. tr. 122–134. doi:10.3109/17549507.2015.1101162. ISSN 1754-9507.
- Phan, John D. (2025). Lost Tongues of the Red River: Annamese Middle Chinese & the Origins of the Vietnamese Language. Harvard University Press. ISBN 9780674301696.
- —— (2020). "Sesquisyllabicity, Chữ Nôm, and the Early Modern embrace of vernacular writing in Vietnam" [Cận âm tiết tính, Chữ Nôm, và sự chấp nhận Cận Đại đối với chữ viết thông tục ở Việt Nam]. Journal of Chinese Writing Systems. Quyển 4 số 3. doi:10.1177/2513850220937355.
- —— (2014). "Rebooting the Vernacular in 17th-century Vietnam" [Tái nạp ngôn ngữ thông tục ở Việt Nam thế kỷ thứ 17]. Trong Benjamin A. Elman (biên tập). Rethinking East Asian Languages, Vernaculars, and Literacies, 1000–1919 [Suy nghĩ lại về Ngôn ngữ, Thông tục ngữ, và Văn hiến ngữ, 1000–1919]. Leiden và Boston: Brill. ISBN 978-90-04-27927-8.
- —— (2013). "Chữ Nôm and the Taming of the South: A Bilingual Defense for Vernacular Writing in the Chỉ Nam Ngọc Âm Giải Nghῖa" [Chữ Nôm và quá trình bình định phương Nam: Một bào chữa song ngữ cho chữ viết thông tục trong Chỉ Nam Ngọc Âm Giải Nghῖa]. Journal of Vietnamese Studies. Quyển 8 số 1. California: Nhà xuất bản Đại học California. tr. 1–33. doi:10.1525/vs.2013.8.1.1. JSTOR 10.1525/vs.2013.8.1.1.
- Phan, Le Ha; Vu, Hai Ha & Bao, Dat (2014). "Language Policies in Modern-day Vietnam: Changes, Challenges and Complexities" [Chính sách ngôn ngữ ở Việt Nam hiện đại: Thay đổi, thách thức và phức tạp]. Trong Peter Sercombe & Ruanni Tupas (biên tập). Language, Education and Nation-building: Assimilation and Shift in Southeast Asia [Ngôn ngữ, Giáo dục và Kiến quốc: Đồng hóa và Dịch chuyển ở Đông Nam Á]. Đức: Springer. tr. 232–244. ISBN 978-90-04-27927-8.
- Phan, Trang & Duffield, Nigel (2019). "'To be tensed or not to be tensed?': The case of Vietnamese" ['Chia thì hay không chia thì?': Trường hợp tiếng Việt]. Investigationes Linguisticae. Quyển 41. Hà Lan: John Benjamins Publishing Company. tr. 105–125. doi:10.14746/il.2018.41.8. ISSN 1569-9927.
- Phan, Trang (2023). The Syntax of Vietnamese Tense, Aspect, and Negation [Cú pháp của thì, thể, và dạng phủ định của tiếng Việt]. Anh: Taylor & Francis. doi:10.4324/9781003388180. ISBN 9781000909050.
- Scholvin, Vera & Meinschaefer, Judith (2018). "The integration of French loanwords into Vietnamese: A corpus-based analysis of tonal, syllabic and segmental aspect" [Sự tích hợp từ mượn tiếng Pháp vào tiếng Việt: Một phân tích dựa trên văn thư về khía cạnh thanh điệu, âm tiết tính và đoạn tính]. Journal of the Southeast Asian Linguistics. tr. 57–173. doi:10.17169/REFUBIUM-1560. ISSN 1836-6821.
- Shimizu, Masaaki (2016). "A Phonological Basis for Rethinking Vietnamese Isoglosses" [Một cơ sở âm vị học để suy nghĩ lại về các đường đẳng ngữ tiếng Việt]. Papers from the 3rd International Conference on Asian Geolinguistics. Bangkok, Thái Lan.
- —— (2015). "A Reconstruction of Ancient Vietnamese Initials Using Chữ Nôm Materials" [Một phục nguyên phụ âm đầu của Tiếng Việt cổ sử dụng những cứ liệu Chữ Nôm]. 国立国語研究所論集. Quyển 9. tr. 135–158. doi:10.15084/00000465. ISSN 2186-1358.
- —— (2014). "The Distribution of Final Palatals in Vietnamese Dialects" [Kiểu mẫu phân bố âm cuối ngạc cứng trên các phương ngữ tiếng Việt]. The 2nd International Conference on Asian Geolinguistics. Bangkok, Thái Lan.
- Simpson, Andrew & Ngo, Binh (2018). "Classifier syntax in Vietnamese" [Cú pháp loại từ tiếng Việt]. Journal of East Asian Linguistics. Quyển 27. Đức: Springer. tr. 211–246. doi:10.1007/s10831-018-9181-5. ISSN 1572-8560.
- Thompson, Laurence C. (1987). A Vietnamese Reference Grammar [Một ngữ pháp tham khảo của tiếng Việt]. Honolulu, Hoa Kỳ: Nhà xuất bản Đại học Hawaii. ISBN 9780824811174.
- —— (1959). "Saigon Phonemics" [Âm vị học tiếng Sài Gòn]. Language. Quyển 35 số 3. Hoa Kỳ: Linguistic Society of America. tr. 454–476. doi:10.2307/411232. ISSN 0097-8507. JSTOR 411232.
- Tran, Thuan (2021). "Non-canonical word order and temporal reference in Vietnamese" [Thứ tự câu phi chính thống và tham chiếu thời gian trong tiếng Việt]. Linguistics. Quyển 59 số 1. Berlin, Đức: De Gruyter Mouton. tr. 67–87. doi:10.1515/ling-2020-0256. ISSN 0024-3949.
- Trinh, Tue; Phan, Trang & Vũ, Đức Nghiệu (2024). "Negation and polar questions in Vietnamese: Present and past" [Dạng phủ định và câu hỏi có/không trong tiếng Việt: Thì hiện tại và quá khứ]. Taiwan Journal of Linguistics. Quyển 22 số 1. Đài Bắc, Đài Loan: Crane Publishing Co. tr. 67–87. doi:10.6519/TJL.202401_22(1).0003. ISSN 1994-2559.
- Vasavakul, Thaveeporn (2003). "Language Policy and Ethnic Relations in Vietnam" [Chính sách ngôn ngữ và quan hệ sắc tộc ở Việt Nam]. Trong Michael E. Brown & Šumit Ganguly (biên tập). Fighting Words: Language Policy and Ethnic Relations in Asia [Những từ ngữ tranh đấu: Chính sách ngôn ngữ và quan hệ sắc tộc ở châu Á]. Hoa Kỳ: MIT Press. doi:10.7551/mitpress/2988.003.0011. ISBN 9780262269353.

### Tuyển tập
- Nhiều tác giả (2019). Nigel Duffield; Trang Phan & Tue Trinh (biên tập). Interdisciplinary Perspectives on Vietnamese Linguistics [Quan điểm liên ngành về Việt ngữ học]. Amsterdam, Hà Lan: John Benjamins Publishing Company. ISBN 9789027261991.
- —— (2018). Đinh Văn Đức (biên tập). Tiếng Việt lịch sử: Một tham chiếu hồi quan. Hà Nội: Nhà xuất bản Văn học.
- —— (2017). Nguyễn Thiện Giáp (biên tập). Lược sử Việt ngữ học. Hà Nội: Nhà xuất bản Tri thức.
- —— (2014). Đinh Văn Đức (biên tập). Tiếng Việt lịch sử trước thế kỷ XX: Những vấn đề quan yếu. Hà Nội: Nhà xuất bản Đại học Quốc gia Hà Nội.
- —— (2013). Daniel Hole & Elisabeth Lobel (biên tập). Linguistics of Vietnamese: An International Survey [Ngôn ngữ học tiếng Việt: Một khảo sát quốc tế]. Đức: De Gruyter Mouton. ISBN 9783110289411.
- —— (2008). Ngữ pháp tiếng Việt: Những vấn đề lí luận. Hà Nội: Nhà xuất bản Khoa học Xã hội.